# Parc bordelais
Il Parc bordelais (Parco bordolese in italiano) è uno spazio verde della città di Bordeaux, progettato dal paesaggista francese Eugène Bühler e inaugurato nel 1888. Con i suoi 28 ettari, è il parco più grande della città.
Classificato come Jardin Remarquable de France (un riconoscimento conferito dal Ministero della cultura francese ai parchi francesi aperti al pubblico meglio tenuti) il parco ospita più di 50 specie vegetali, animali in libertà e una zona recintata dedicata alla protezione di animali da fattoria originari dell'Aquitania.

## Storia
L'area su cui oggi si estende il parco, era occupata in passato da terreni agricoli e zone boschive. Verso la fine del 1800 il comune di Bordeaux decise di dare vita ad un parco, sullo stile dei grandi parchi parigini della seconda metà del XIX secolo, per donare un luogo di piacere e relax ai cittadini. Il progetto venne affidato al paesaggista francese Eugène Bühler e approvato nel 1885. Nel 1888, il parco venne inaugurato dall'allora presidente della repubblica francese Marie François Sadi Carnot.
Nel 1997, si decise di costruire una residenza in una zona poco frequentata del parco; in seguito a delle polemiche, il progetto venne abbandonato e venne costruito un pony club. Oggi, quella zona del parco è adibita a deposito di attrezzature per i giardinieri ed è chiusa al pubblico.
Nel 1999, il parco perse più di 700 alberi dopo essere stato devastato dalla tempesta Martin.
Tra il 2004 e il 2006, il parco è stato interamente restaurato dal paesaggista francese Françoise Phiquepal con l'installazione di un'area di gioco per bambini, un'area per cani e un percorso non asfaltato per corridori.

## Flora e fauna
Nel parc bordelais sono presenti più di 50 specie vegetali tra i quali il carpino bianco, il cedro dell'Himalaia, il cedro del Libano, il noce nero, il platano x acerifolia, il pioppo nero, la quercia  palustre, la farnia, l'acacia, la sequoia sempreverde, la sequoia gigante, il tassodio mucronato e la zelkova crenata.
Per quanto riguarda la fauna, sono presenti piccoli animali in libertà tra i quali conigli, scoiattoli, tartarughe dalle orecchie rosse, volatili come l'anatra, il cigno e la gallinella d'acqua e diverse specie di pesci d'acqua dolce. Oltre a questi, sono presenti esemplari di animali da fattoria originari della regione Aquitania che vivono nel parco in una zona recintata.

## Punti d'interesse e attrazioni nel parco
- Il teatro delle marionette Guignol Guerin; fondato nel 1853,[5] è il teatro delle marionette più antico di Francia ancora in funzione[6].

- Piccola giostra per bambini
- Pista di Go-Kart a pedali
- Pista di Go-Kart a motore
- Trenino che fa il tour del parco

## Galleria d'immagini

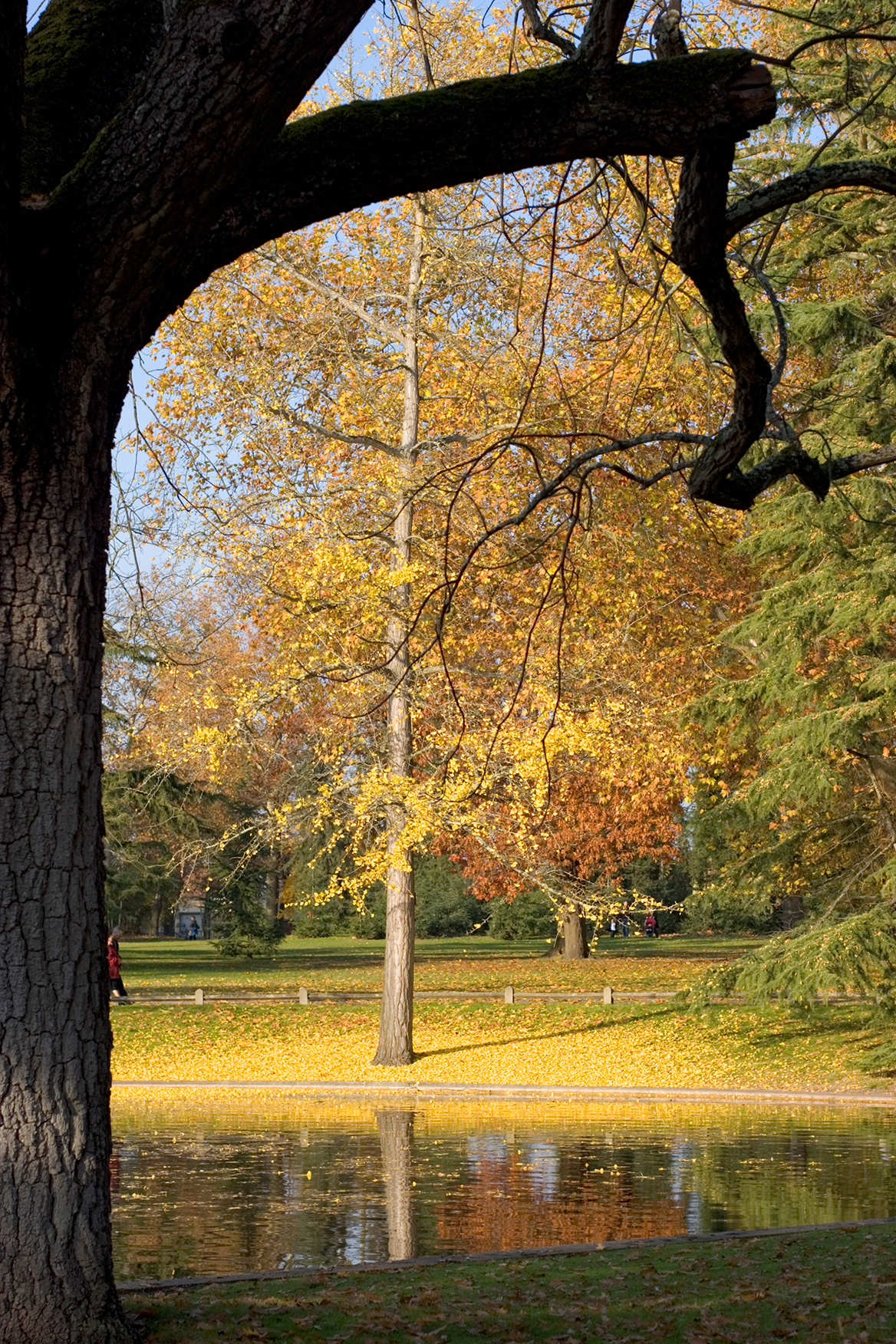
Scorcio del parco in autunno
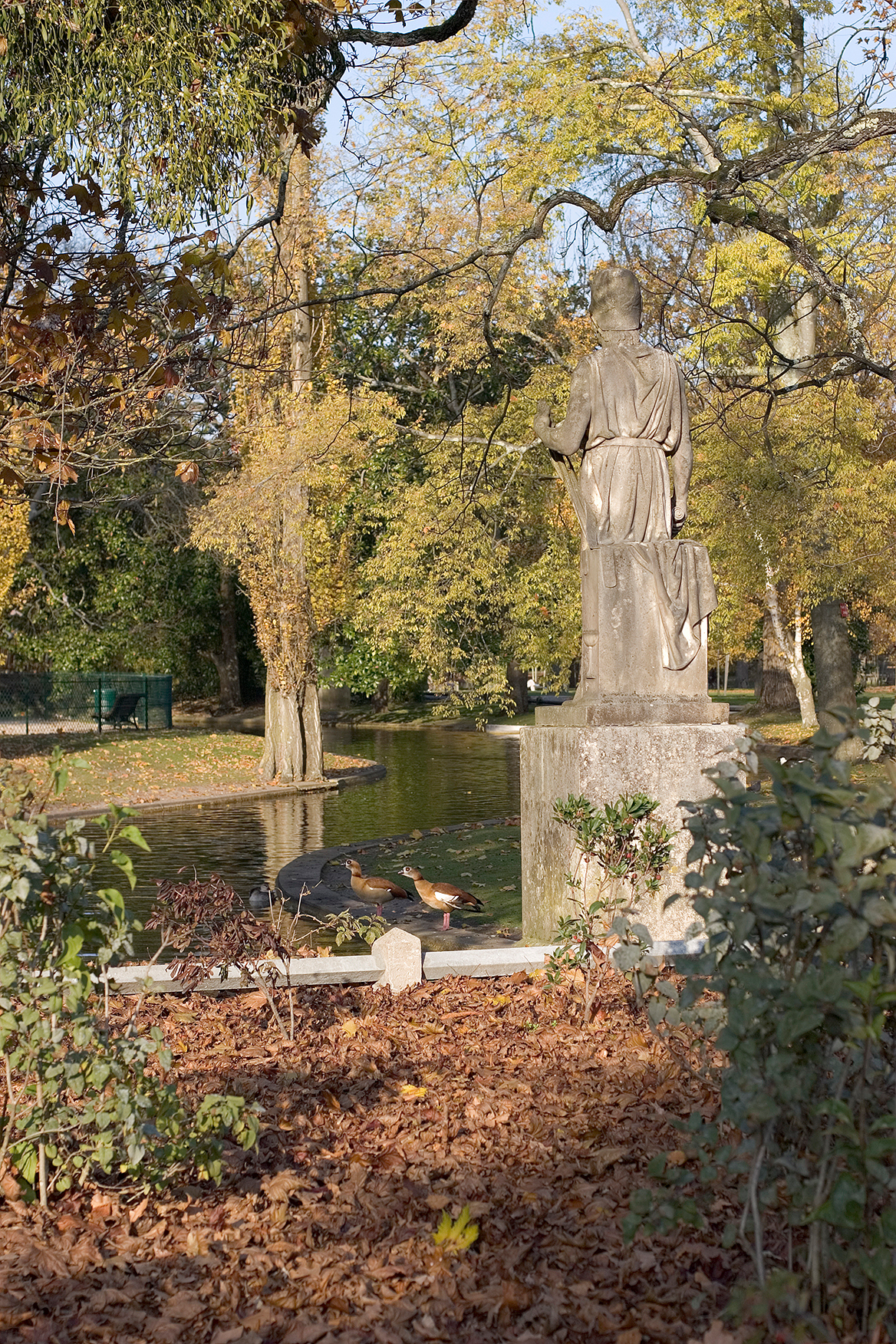
Vista di una statua nel parco
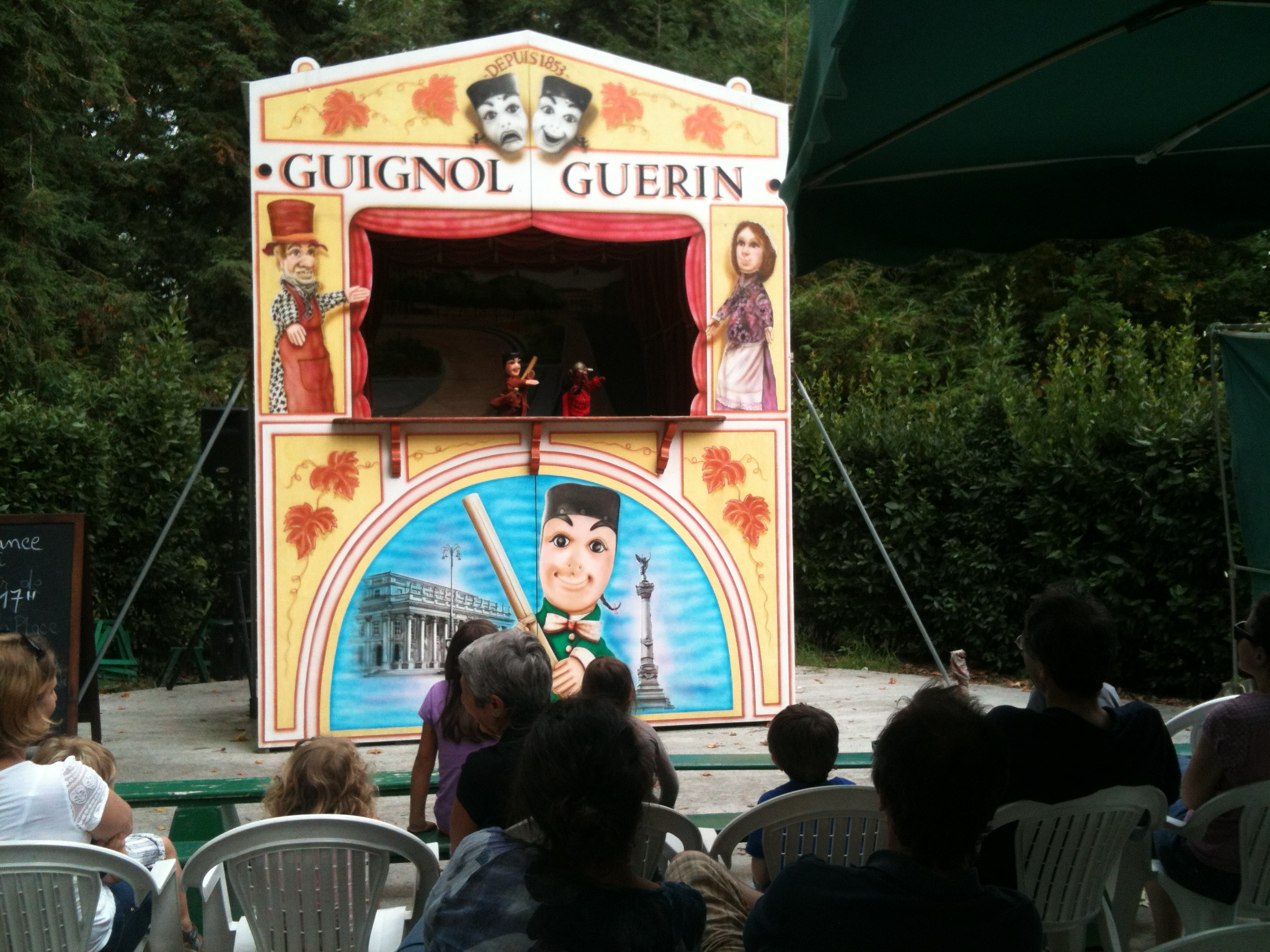
Il teatro delle marionette Guignol Guerin
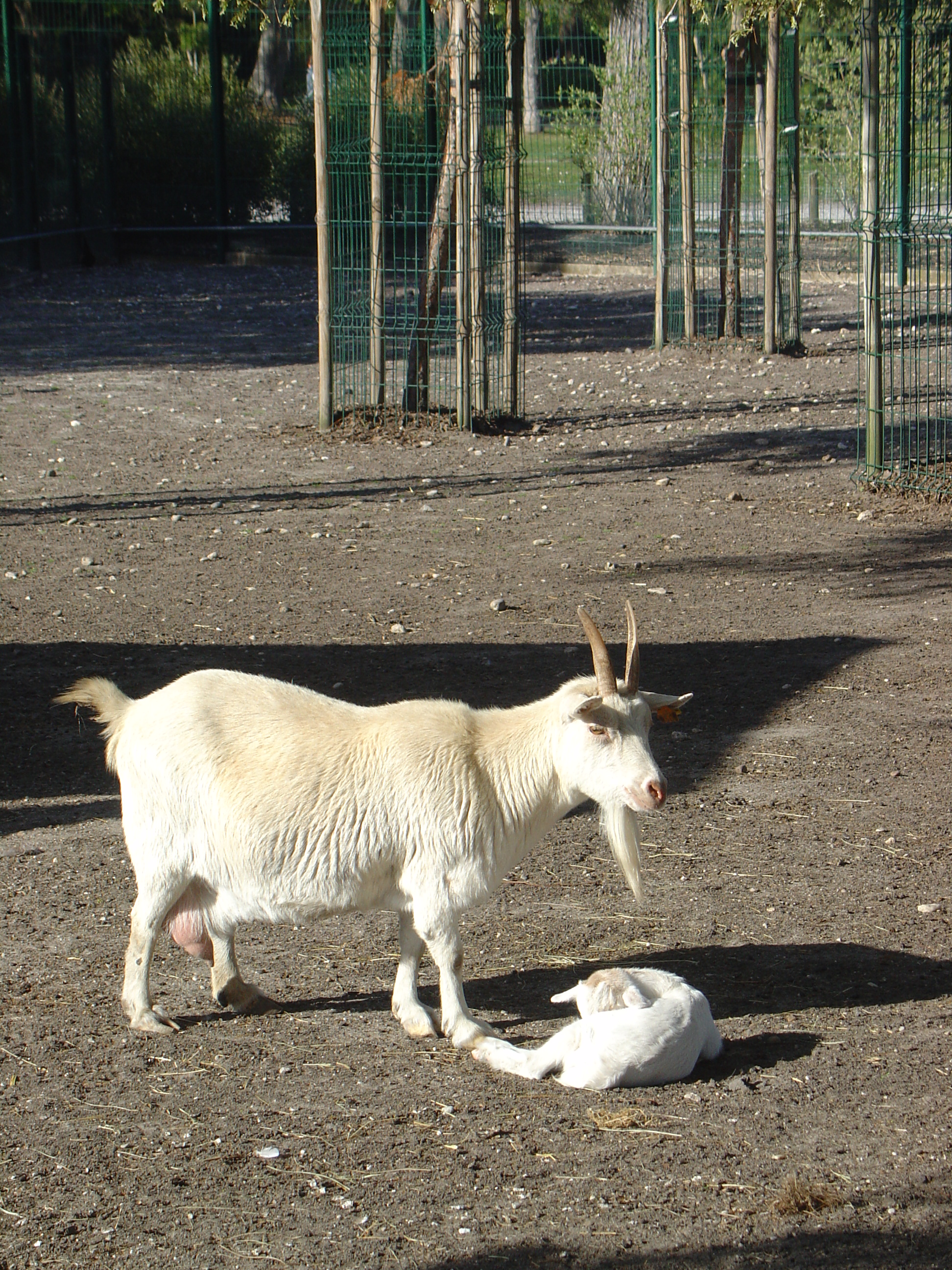
Capre nella zona recintata per gli animali da fattoria
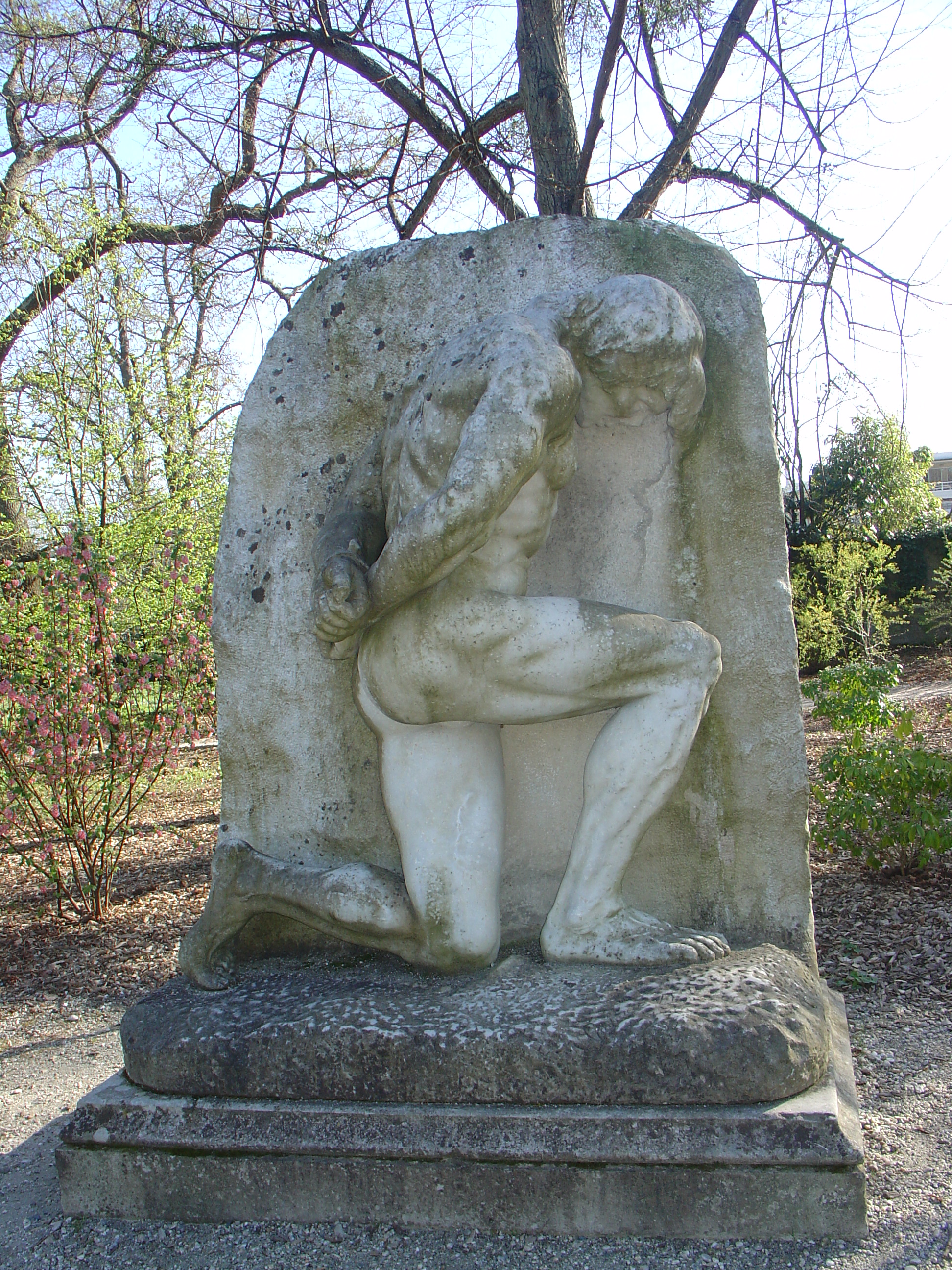
Statua nel parco